# Patrik Klüft
Arne Patrik Klüft, ogift Kristiansson, född 3 juni 1977 i Gunnareds församling i Göteborg, är en svensk tidigare friidrottare (stavhoppare) och tidigare ishockeytränare. Under tränarkarriären tränade Klüft AIK Ishockey, Piteå HC, HC Vita Hästen, Kallinge/Ronneby IF (Krif), och det svenska U18-landslaget. 
Klüft har tävlat i stavhoppning för Örgryte IS och KA 2 IF. Han blev utsedd till Stor Grabb nummer 456 i friidrott år 2001.
Han slog igenom 1998 då han satte svenskt rekord med 5,77. 2001 hoppade han 5,83 och 2002 5,85. Största framgången kom under VM i Paris 2003, där Klüft tangerade sitt personliga rekord 5,85 och tog brons.
Övriga meriter är silver vid inomhus-EM i Wien 2002, silver vid Junior-VM i Sydney 1996, tre gånger slagit det svenska rekordet, 4:e plats EM 2002 i München samt 4 SM-guld som senior (1998, 2001, 2002, 2003) utomhus och tre inomhus (1997, 2001 och 2002).
Klüft meddelade 16 januari 2008 att karriären var över.
Han bor i Järvsö tillsammans med makan Carolina Klüft. De gifte sig den 29 september 2007 i Skottland. Paret har tre döttrar som är födda 2014, 2017 och 2019.

## Idrottskarriär (stavhopp)
Patrik Klüft blev svensk inomhusmästare i stav 1997 på 5,51.
Under inomhussäsongen 1998 deltog Klüft vid EM i Valencia, men gick inte vidare till final - han kom på 15:e plats i kvalet. Utomhus, den 8 augusti 1998 i Växjö, förbättrade Klüft Patrik Stenlunds svenska rekord från 1995 med en cm till 5,77. Han förlorade dock rekordet år 2000 till Martin Eriksson. 1998 vann han även SM för första gången, på 5,55.
Vid VM i Sevilla 1999 deltog han men slogs ut i kvalet.
Vid OS i Sydney år 2000 blev Klüft utslagen i kvalet.
2001 tog Klüft sitt andra SM-tecken inomhus, denna gång med ett hopp på 5,50. Utomhus återtog han den 24 juni 2001 i Vasa, Finland, det svenska rekordet med ett hopp på 5,83.  Vid VM i Edmonton den 7 augusti blev han utslagen i kvalet efter att ha tagit 5,60 medan det krävdes 5,70 för att gå till final. Återkommen till Sverige vann han SM för andra gången, nu på 5,64.
2002 deltog han vid inomhus-EM i Wien där han tog silvermedalj på nya svenska rekordhöjden 5,75. Det gamla rekordet på 5,72 från 2000 hade Martin Eriksson. Han vann även SM inomhus detta år, nu på 5,56. Den 23 augusti 2002 i Helsingfors förbättrade han utomhus det svenska rekordet utomhus till 5,85.  Han förlorade det dock till Oscar Janson år 2003. Även detta år vann han SM, på 5,63. Han deltog även vid EM i München och där kom han fyra på 5,80.
2003 blev han utslagen i kvalet vid Inomhus-VM i Birmingham. Däremot vann han SM i stavhopp även 2003, nu på 5,80. Vid VM i friidrott 2003 i Paris tog han bronsmedaljen, på tangerat personbästa (5,85).
År 2004 tog han fjärdeplats vid Inomhus-VM i Budapest. Han deltog även vid OS i Aten, men tog sig inte till final, utslagen på 5,60 i kvalet.
2005 kom han nia vid VM i Helsingfors på 5,50.

## Tränarkarriär
Började som tränare i Karlskrona HK J18 2006, och gick vidare till klubbens J20-lag för att 2009 gå till KRIF Hockey.

### KRIF Hockey
Klüft stannade i KRIF i tre år och skrev historia med klubben den 5 februari 2012 när man säkrade playoff till kvalspel för att nå Hockeyallsvenskan, detta som nykomling i division 1. 10 mars blev KRIF klara för kvalspel, men hamnade sist i kvalserien.

### Vita Hästen
Den 12 april 2012 blev Klüft klar för klassiska Norrköpingsklubben Vita Hästen. Klüft ersatte Sune Bergman och skrev på för två år. Trots detta fick han sparken av klubben den 18 mars 2013, mitt i brinnande kval till Hockeyallsvenskan och sju matcher kvar på säsongen.

### Piteå
Drygt en månad efter avskedet från Vita Hästen blev Klüft klar den 10 maj för Piteå HC. Klüfts kontrakt med Piteå skrevs till 1+1 år.
"Vi har haft en bra dialog med Patrik i några veckor och han var på besök i Piteå under onsdagen för att kolla in sin nya arbetsplats. Patrik har samma syn på hockey som oss och vill bygga vidare på det spel som föreningen byggt upp sista tre åren", sa Piteås sportchef Patric Jonsson. I februari 2014 förlängde Piteå kontraktet med Küft, men i april samma år bröt han upp med Piteå på grund av personliga skäl.

### Djurgården
5 maj 2014 blev Klüft klar för Djurgården Hockey och dess J20-lag. Under sina två säsonger i klubben tog han två SM-guld 2015 och 2016, och ett guld i Junior Club World Cup 2015 som första svenska lag. Turneringen spelades i Nizhny Tagil och Jekaterinburg.  I februari 2016, mitt i jakten på slutspel, meddelade Klüft att han lämnar Djurgården. "Jag är otroligt tacksam och glad för de här två åren i Djurgårdens organisation. Mycket är på gång i Djurgården men för min egen utveckling kände jag inte att det erbjudandet jag fick var det bästa för mig just nu. Utifrån det perspektivet har jag valt att tacka nej", sa Klüft till Djurgårdens hemsida.

### AIK
9 maj gick Klüft till AIK Hockey, en av Djurgårdens största rivaler, denna gång som assisterande tränare för a-laget. "Jag har i min bakgrund jobbat både med A-lag och med juniorutveckling. Och det känns kul att återigen bli delaktig i ett A-lag i AIK. Det är inspirerande att få jobba med ledarteamet som finns på plats och få fortsätta att vara med i en stor förening med en erfaren tränare som Roger Melin. Jag hoppas kunna lära mig mycket av ledarteamet och samtidigt bidra varje dag med att hjälpa spelarna och laget att utvecklas", sa Klüft till AIK:s hemsida. Efter en svag start på säsongen slutar Klüft den 20 oktober, och enligt uppgifter till Sportbladet fanns det en schism mellan Klüft och spelare, något som sportchefen Anders Gozzi dementerade.

## Personliga rekord
| Utomhus - Stavhopp – 5,85 (Helsingfors, Finland 23 augusti 2002) - Stavhopp – 5,85 (Paris, Frankrike 28 augusti 2003) | Inomhus - Stavhopp – 5,75 (Wien, Österrike 2 mars 2002) |

## Meriter (tränare)

### Djurgården
- Junior SM-guld 2015, 2016
- Junior Club World Cup mästare 2016